# Aneksija
Aneksija (lat. annexio: spajanje, pripajanje), silom izvršeno prisvojenje nekog područja, s namjerom trajnog pripojenja. Naziv se ponekada rabi i prilikom stjecanja područja bez sile, na temelju međunarodnih ugovora.

## Vrste ankesija
- Aneksija je česta pojava u povijesti kao posljedica ratova ili prijetnji ratom. Anektirati se mogu cijele države ili njezini dijelovi.
- Aneksija se može izvršiti u sporazumu s ranijim suverenom, odnosno protiv njegove volje. Djeluje bez obzira da treće države priznaju ankesiju.
- Slučaj prikrivene aneksije nastupa kad stari suveren formalno zadržava prava, a teritorij prelazi pod stvarnu vlast države koja je sprovodi. To se često događalo za vrijeme ekspanzije kolonijalnih sila koje su autohtonim vladarima ostavljale samo nominalni suverenitet, a same preuzimale stvarnu vlast. Specifični primjer te vrste predstavlja ankesija Bosne i Hercegovine 1878., koja je otvoreno izvršena tek 1908. Poznati su i drugi oblici prikrivene aneksije: Konga od Belgije 1885. personalnom unijom (1908. otvoreno pripojen Belgiji). Koreje 1905. od Japana u vidu protektorata koja je 1910. otvoreno anektirana. U 20. stoljeću prikrivena aneksija ostvaruje se stvaranjem marionetskih vlada na okupiranim područjima.Okupacija i ankesija teritorija Kraljevine Jugoslavije nakon Travanjskog rata, 1941. godina

|                        | Država/e anektor/i         | Anketirana država (pokrajina) | Godina aneksije |
| ---------------------- | -------------------------- | ----------------------------- | --------------- |
| Cijela država          | Sjedinjene Američke Države | Republika Texas               | 1846.           |
| Cijela država          | Kraljevina Prusija         | Kraljevstvo Hannover          | 1866.           |
| Cijela država          | Kraljevina Prusija         | Njemačke državice             | 1866.           |
| Cijela država          | Kraljevina Italija         | Etiopsko Carstvo              | 1936.           |
| Cijela država          | Kraljevina Italija         | Kraljevina Albanija           | 1939.           |
| Cijela država          | Treći Reich                | Savezna Država Austrija       | 1938.           |
| Cijela država          | Treći Reich                | Čehoslovačka                  | 1939.           |
| Dijelovi države        | Njemačko Carstvo           | Alsace & Lorraine             | 1871.           |
| Dijelovi države        | Treći Reich                | Alsace & Lorraine             | 1940.           |
| Dijelovi države        | Treći Reich                | Kraljevina Jugoslavija        | 1941.           |
| Dijelovi države        | Kraljevina Italija         | Kraljevina Jugoslavija        | 1941.           |
| Dijelovi države        | Kraljevina Mađarska        | Kraljevina Jugoslavija        | 1941.           |
| Dijelovi države        | Kraljevina Bugarska        | Kraljevina Jugoslavija        | 1941.           |
| Prikrikrivena aneksija | Austro-Ugarska             | Bosanski vilajet              | 1878./1908.     |
| Prikrikrivena aneksija | Kraljevina Belgija         | Slobodna Država Kongo         | 1885./1908.     |
| Prikrikrivena aneksija | Japansko Carstvo           | Korejsko Carstvo              | 1905./1910.     |

## Razlika okupacije i aneksije
Za razliku od okupacije aneksija za posljedicu ima promjenu suverenosti nad anektiranom teritorijom. Okupirani teritorij dolazi pod stvarnu vlast okupatora, ali samo privremeno i bez promjene suverenosti. Zemlje pobjednice u Drugom svjetskom ratu su 1945. godine potpuno pokorile i zaposjele Njemačku, ali njezin teritorij (izuzev Sovjetskog Saveza) nije anektirala niti jedna druga država članica te koalicije. Iako čitav teritorij jedne države bude okupiran za vrijeme rata, stara država ne nestaje, ako ranija vlada, uz pomoć Saveznika, nastavi rat. Primjer su Kraljevina Jugoslavija, Poljska, Francuska, Nizozemska i dr. okupirane od Sila Osovine. Prema međunarodnom ratnom pravu okupirana država nije potpuno pokorena (debellatio) ako pripada ratnoj strani koja se još bori.

## Pravne posljedice ankesije
Aneksija ima dalekosežne pravne posljedice. Država koja je izvršila aneksiju proširuje svoj suverenitet nad pripojenom teritorijom, nasljeđuje imovinu, prava i obaveze ranijeg suverena. Stanovništvo pripojenog teritorija dobiva državljanstvo države kojoj je teritorij priključen, i time preuzima sve obaveze državljana, medu kojima su i vojna obveza. No, u 19. i 20. stoljeću se u skoro svim situacijama ostavljala mogućnost da se stanovnici slobodno izjasne za državljanstvo nove ili stare države, odnosno trećih država, tj. daje im se pravo opcije. Zbog pravnih posljedica koje proizlaze iz aneksije, česta su nastojanja da se okupacija pretvori u aneksiju. Time se protupravno ukida privremenost okupacije i krši pravo stanovništva okupiranog teritorija, jer ga okupator podvrgava zakonima svoje zemlje. Da bi se spriječile takve zloupotrebe, Ženevske konvencije iz 1949. propisuje da nikakva promjena u statusu okupiranog teritorija, pa prema tome ni pretvaranje okupacije u aneksiju, ne može smanjiti pravo na zaštitu koje je dano civilnom stanovništvu odredbama međunarodnog prava. Povelja Ujedinjenih naroda promovirala je pravo naroda na samoodređenje i obavezu članova UN-a da se suzdržavaju od prijetnje silom ili upotrebe sile, a time i od jednostranih akata protiv teritorijalne nepovredivosti ili političke nezavisnosti bilo koje države.

## Cesija teritorija
Cesija je pravni postupak ustupanja teritorija jedne države drugoj, uz prethodni međusobni sporazum. To je dvostrani akt kojim se drugoj državi predaje neki teritorij nad kojom ona ima pravo da protegne svoj suverenitet. Na sporazumu se zasniva bitna razlika između aneksije i cesije (iako se i prva može oslanjati na ugovor, ali iznuđen kao prilikom aneksije Texasa ili Alsacea i Lorraine).
Do cesije može doći u miru ili u ratu. Može se ugovoriti uz naknadu ili bez naknade:
- Bez naknade ustupanje nastupa kao posljedica rata ili prijetnje ratom, kada se prinuda zaodijeva u formu dobrovoljnosti. To se zapravo može smatrati prikrivenim oblikom aneksije.
- Kada ustupanja nisu vezana za rat, vrše se, obično, uz naknadu, bilo u formi političkih protu ustupaka, kupoprodaje, stjecanja prava vjerovnika na zalog, ako država obveznica ne izvrši odredbe ugovora o zalogu u predviđenom roku, ili razmjene teritorija.

Kupoprodaja dijela državnog teritorija bila su kroz povijest česta kada je vladar neograničeno raspolagao teritorijem svoje države. No, na kupoprodaju teritorija nalazimo i u novije doba.
| Država kupac               | Kupljeni teritorij            | Država prodavatelj       | Godina kupnje |
| -------------------------- | ----------------------------- | ------------------------ | ------------- |
| Sjedinjene Američke Države | Louisiana                     | Prva Francuska Republika | 1803.         |
| Sjedinjene Američke Države | Aljaska                       | Rusko Carstvo            | 1867.         |
| Sjedinjene Američke Države | Danski Djevičanski otoci      | Kraljevina Danska        | 1917.         |
| Njemačko Carstvo           | Karolinski & Marijanski otoci | Kraljevina Španjolska    | 1899.         |

Zamjena teritorije se, najčešće, dogovarala u kolonijalnim područjima. Engleska je 1871. razmijenila s Nizozemskom Novu Gvineju za Sumatru, Rusija je 1875. ustupila Japanu Kurilske otoke u zamjenu za Južni Sahalin. Bilo je primjera i razmjene teritorija matičnih država prilikom ispravki granica između susjeda. Tako je 1923. Jugoslavija ustupila Rumunjskoj grad Jimbolia za neka sela u Banatu. Zbog nedovoljnog zaloga za miraz, norveški kralj je 1469. ustupio Škotskoj otočja Orkney i Shetland, dok je Genova za neispunjeni zalog 1768. ustupila Francuskoj Korziku.
Ponekad i vršenje prava međunarodne službenosti (služnost, sevituti) može poslužiti kao prikriveni oblik cesije. Tako je Italija, poslije Prvog svjetskog rata, ustupila Jugoslaviji luku Baroš u Sušaku na 99 godina uz minimalni simbolični zakup, dok je Jugoslavija vršila stvarni suverenitet na tom teritoriji. Taj slučaj se katkad navodi i kao oblik prikrivene aneksije, pri čemu se više vodi računa o pripajanju teritorija (rezultatu) nego o metodi tog pripajanja (ugovornost, makar se radilo i o simboličnom otkupu). Posle ugovora o cesiji, ako teritorij nije već okupiran, izvršava se primopredaja ustupljene teritorije. Treće države nemaju pravo zabraniti cesiju. Ako imaju izvesna prava po ranijim ugovorima, mogu je nepriznati, što nema nikakvih međunarodno-pravnih posljedica na sam akt.